# 天堂的证据
《天堂的证据：一位神经外科医生的来世之旅》（英語：Proof of Heaven: A Neurosurgeon's Journey into the Afterlife）是美国神经外科医生埃本·亚历山大撰写的一本书籍，由“西蒙与舒斯特”出版社于2012年出版，曾登上紐約時報暢銷書榜。该书描述了亚历山大在患有急性革兰氏阴性大肠杆菌脑膜炎的致命情况下的濒死体验，当时他依靠呼吸机维持生命，并陷入了为期一周的濒死昏迷，医学专家曾预测他即将死亡，但最后他苏醒过来。亚历山大描述了这一经历如何改变了他对生命和來世的看法。虽然这本书取得了商业上的成功，但也受到科学方面的批评，主要集中在对神经学的误解上，例如将医学诱导的昏迷误认为是脑死亡。